# Kocioł warzelny

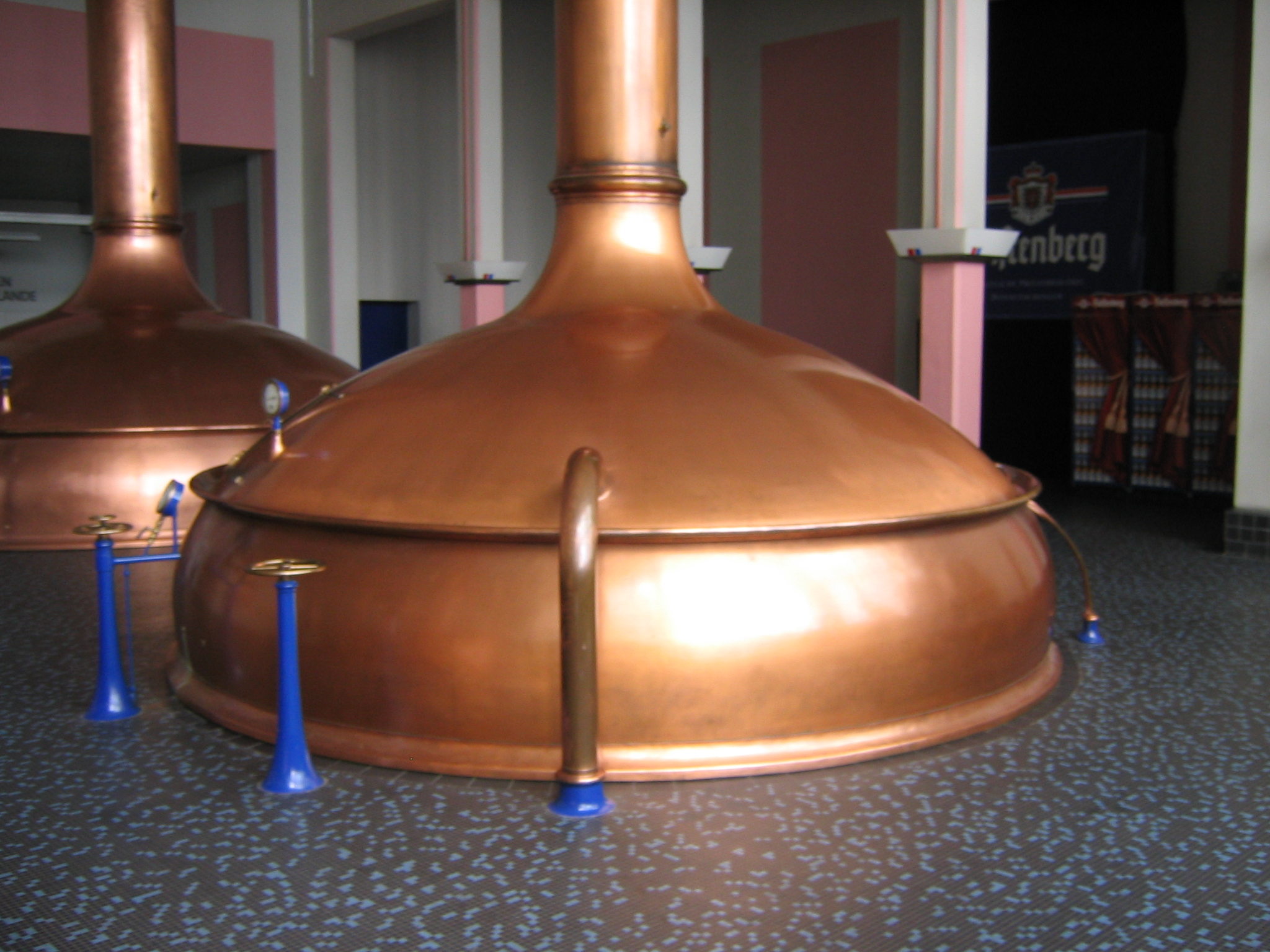
Zabytkowy kocioł warzelny

Kocioł warzelny – rodzaj kadzi browarnej przystosowanej do gotowania brzeczki piwnej. U starożytnych Sumerów i Egipcjan kocioł warzelny wykonany był z gliny, a podgrzewanie brzeczki odbywało się poprzez wrzucenie do kotła rozgrzanych kamieni. W średniowieczu kotły wykonywano z miedzi i stawiano je na palenisku. Obecnie kotły wykonuje się z blach miedzianych lub stalowych i ogrzewa parą pod ciśnieniem.